# 馬達加斯加爆走企鵝 (電影)
《馬達加斯加爆走企鵝》（英語：Penguins of Madagascar）是一部2014年美国3D电脑动画动作喜剧电影，为《马达加斯加》系列的分支之作。梦工厂动画制作，北美和其他国家地区由20世纪福斯发行，中国大陆由东方梦工厂发行。
西蒙·J·史密斯和埃里克·达尼尔联合执导，Michael Colton和John Aboud编剧。主要配音员有Tom McGrath、Chris Miller、Conrad Vernon、Christopher Knights、Benedict Cumberbatch、John Malkovich和Ken Jeong。中国大陆和美国分别于2014年11月14日、26日上映。

## 剧情
章鱼戴夫最初在水族馆裡受到不少游客的喜爱，可是渐渐地游客都喜爱上了企鹅，这让戴夫受到很大的冷落，自尊心得到严重打击的他从此对企鹅们怀恨在心。后来戴夫开始实施他的报仇计划，他决心发明一种药水——美杜莎血清，它能让企鹅都变成丑陋的怪物以便受到人类的讨厌。随着越来越多的企鹅都遭到戴夫成员的绑架，四位企鹅：老大、卡哇伊、涼快和菜鳥，联手以灰狼为首的“放風所”四成员，与邪恶的章鱼们展开了一次激烈较量。

## 角色

### 介紹
老大（Skipper）
企鵝領導（老大）。
高華斯基（Kowalski）
聰明的企鵝。
菜鳥（Private）
新手企鵝（菜鳥）。
瑞哥（Rico）
不愛說話，我行我素的企鵝，嘴裡藏著許多道具，會爆破。
秘密探長（Classified）
狼，北風特工局的首領。
美肌哥哥（Corporal）
北極熊，喜歡企鵝，會用手比出心型。
爆豹（Short Fuse）
體型較小的格陵蘭海豹，爆炸拆除專家，北風特工局成員。
伊娃（Eva）
雪鸮，北風特工局情報分析員。
戴夫（Dave）
邪惡的章魚。
朱利安國王（King Julien XIII）
狐猴族國王，片尾客串。
小毛（Mort）
朱利安國王的夥伴之一，片尾客串。

### 配音員
| 配音              | 配音   | 配音   | 配音   | 角色                                |
| 英版              | 台版   | 港版   | 陸版   | 角色                                |
| ----------------- | ------ | ------ | ------ | ----------------------------------- |
| 汤姆·麦格拉斯     | 陳國偉 | 唐劍康 | 王利軍 | 老大（Skipper）                     |
| 克里斯·米勒       | 吳東原 | 林盛斌 | 郭金非 | 卡哇伊（Kowalski）                  |
| 克里斯多福·奈特   | 劉傑   | 李建良 | 孟令軍 | 菜鳥（Private）                     |
| 康納德·維隆       | 林士程 | 杜本立 | 趙鑫   | 涼快（Rico）                        |
| 班奈狄克·康柏拜區 | 王希華 | 黎家希 | 陸建藝 | 秘密探長（Classified）              |
| 郑肯              | 魏伯勤 | 李家傑 | 楊波   | 短哥（Short Fuse）                  |
| 安妮特·莫翰德魯   | 小禎   | 鄭欣宜 | 牟珈論 | 夏娃（Eva）                         |
| 彼得·斯特曼       | 林谷珍 | 葉振聲 | 虞桐偉 | 美肌哥哥（Corporal）                |
| 約翰·馬克維奇     | 沈玉琳 | 泰臣   | 胡連華 | 戴夫（Dave）                        |
| 韋納·荷索         |        | 黃志成 |        | 紀錄片導演（Documentary Filmmaker） |
| 丹尼·雅各布斯     | 夏治世 | 辛偉強 |        | 朱利安國王（King Julien XIII）      |
| 安迪·里希特       | 林美秀 | 張振聲 |        | 小毛（Mort）                        |

## 音樂
主題曲：UNIQ《Celebrate》

## 评价
烂番茄新鲜度72%；Metacritic上30家媒体打出53分。《好莱坞报道者》给50分：有许多的鲁莽的滑稽动作填充成这部电影，而所有的这些疯狂能量与其说令人愉悦，不如说令人疲惫。《今日美国》给50分：这是一部令人不快的、狂乱的电影，它几乎不显得有趣。

## 票房
中国大陆首周三天收获7150万人民币列第三位，次周收7700万列第二位。第三周收5100万列第四。第四周收2670万列第五。第五周收2260万蝉联第五，累计2.488亿。
美国首周末三天收入2580万美元获亚军；次周末收入1110万仍居亚军；第三周末收730万列第三位。

## 備註
1. ↑  依照電影上映次序。